# Uelen
Uelen, najistočnije naselje Rusije i cijele Euroazije. Ovo selo prastanovnika Čukča smješteno je na sjevernoj obali Sibira na Beringovim prolazu u Čukotskom autonomnom okrugu i oko 100 kilometara udaljeno od Walesa na suprotnoj obali Amerike. 
Uelen je poznat po lovu na morževe i stoljećima dugoj tradiciji rezbarenja u bjelokosti tamošnjih Čukča i Eskima.
U Uelenu rođen je i 'otac' čukčijske literature Jurij Ritheu (Ю́рий Серге́евич Рытхэ́у), autor desetak novela i zbirki kratkih priča.